# Sean Hannity
Sean Hannity, né le 30 décembre 1961 à New York, est un commentateur politique américain, animateur de l'émission radiophonique The Sean Hannity Show sur Premiere Radio Networks et présentateur de l'émission politique Hannity sur la chaîne de télévision d'information en continu Fox News. Il est classé comme conservateur, proche de Donald Trump.

## Biographie
Natif de New York, Hannity grandit sur Long Island. Il est l'auteur de trois livres ayant intégré la New York Times Best Seller list, : Let Freedom Ring: Winning the War of Liberty over Liberalism (2002), Deliver Us from Evil: Defeating Terrorism, Despotism, and Liberalism (2004) et Conservative Victory: Defeating Obama’s Radical Agenda (2010).
Idéologiquement favorable au Parti républicain, il est critiqué, depuis l'élection de Donald Trump, pour défendre une ligne éditoriale considérée par certains comme complotiste,,,, consistant notamment à laisser entendre que l'État profond serait à l'œuvre au sein du Federal Bureau of Investigation (FBI) et d'autres institutions étatiques pour démettre Trump de ses fonctions, dans le sillage des affaires du Russiagate et Spygate,.

## Publications
- Let Freedom Ring: Winning the War of Liberty over Liberalism, 2002
- Deliver Us from Evil: Defeating Terrorism, Despotism, and Liberalism, 2004
- Conservative Victory: Defeating Obama’s Radical Agenda, 2010